# Chinesischer Werkbund
Der Chinesische Werkbund war eine vom Architekten Hugo Häring gegründete Arbeitsgemeinschaft mit dem Ziel, durch ein Rückbesinnung auf die chinesische Kultur- und Handwerkstradition sowie die Nutzung westlicher Technik die Qualität von Waren und der gestalteten Umwelt zu „veredeln“.

## Ziele
Der Name und das ideelle Ziel des Chinesischen Werkbundes leiten sich von dem 1907 gegründeten Deutschen Werkbund (DWB) ab. In Rückbesinnung auf die Chinesische Kultur wollte man insbesondere in Architektur und Städtebau eine besondere Arbeitsmethode mit dem Ziel entwickeln, deren Qualität zu erhöhen. Gleichzeitig bot sich für die deutschen Architekten in der Befassung mit chinesischen Planungsthemen die Möglichkeit, sich unter dem Dach des Chinesischen Werkbundes innerlich von der allgemeinen und kulturpolitischen Linie der Nationalsozialisten abzugrenzen, die das Neue Bauen nach der Machtergreifung im Jahre 1933 als „undeutsch“ diffamiert hatten.

## Geschichte
Der Chinesische Werkbund (CHIWEB) wurde am 17. Oktober 1941 in Berlin-Schöneberg gegründet. Neben dem Initiator, dem Architekten Hugo Häring, waren drei Chinesen – der Architekt Chen-kuan Lee, der Bauingenieur Shou-ling Wu und der Architekt Won – Gründungsmitglieder. Später kam der Architekt Hans Scharoun zur Gruppe hinzu.
Der Chinesische Werkbund erforschte anfangs das traditionelle chinesischen Kunsthandwerk, die chinesische Architektur und den chinesischen Städtebau. In den Folge erstellten die Mitglieder Architektur- und Städtebauentwürfe; so erarbeitete Hugo Häring das Konzept für eine „Stadt des CHIWEB“.
Nachdem sich die Gruppe in den letzten Kriegsjahren zerstreut hatte, kam es 1947 bis 1953 unter Hans Scharoun und Chen-kuan Lee zu einer Neubelebung des Chinesischen Werkbunds mit theoretischen Arbeiten und Projekten zum Neuen Bauen.